# Bojongsari (Padaherang)
Bojongsari is een bestuurslaag in het regentschap Ciamis van de provincie West-Java, Indonesië. Bojongsari telt 2367 inwoners (volkstelling 2010).